# Ichigo 100%
Ichigo 100% (いちご 100パセント Ichigo 100 Pasento?, lit. 100% Fresa), es una serie de manga escrita e ilustrada por Mizuki Kawashita. La historia sigue a de Manaka Jumpei, un estudiante aficionado a la cinematografía y que nunca le ha prestado mucha atención a las mujeres. Sin embargo, debido a varias jugadas del destino, cuatro chicas entran en su vida amorosa. Ahora Manaka tendrá varias aventuras con cada una de ellas, confundido y sin poder decidir con cual quedarse.
La serie fue publicada en la revista semanal Shōnen Jump de la editorial Shūeisha desde el 19 de febrero del 2002 hasta el 1 de agosto del 2005, y luego recopilado en un total de 19 volúmenes, siendo el primero publicado el 2 de agosto del 2002 y el decimonoveno el 2 de diciembre del 2005. La historia fue adaptada en un anime de 12 episodios y varias OVAs, aunque no llegan a cubrirla completamente.

## Argumento
Ichigo 100% cuenta la historia de Junpei Manaka un estudiante que nunca le ha prestado atención a las mujeres no pertenecientes al mundo cinematográfico. Desde niño, siempre ha tenido la ilusión de ser un gran director de cine, y por eso al terminar la secundaria, piensa hacer el examen de acceso a la escuela de bachillerato Izumisaka, la cual tiene un club de cine.
Un día, Junpei sube a la azotea de su escuela, y de repente, le cae de encima una preciosa chica con ropa interior estampada con fresas. La joven avergonzada desaparece y él siente el irrefrenable impulso de encontrarla para protagonizar una escena romántica a la luz del crepúsculo. Accidentalmente, la joven olvida su cuaderno y Junpei busca a su dueña, Aya Tōjō, la cual va a su misma clase y de la que nunca se ha percatado. Así que decide buscarla al día siguiente para saber si la identidad de la joven Aya es la de la chica con estampado de fresas en las bragas.
Una vez que encuentra a la chica, se percata que es totalmente diferente a la de la azotea. Decepcionado, Jumpei decide continuar con la búsqueda porque no cree que ella sea la chica. Tras leer el cuaderno de Aya descubre que es una escritora magnífica y que comparten su pasión por la ficción, estableciendo amistad y, por parte de ella, algo más. Buscando a la chica del estampado de fresas con sus amigos tras mucho pensar aparece un nombre, Tsukasa Nishino, la cual es la chica más bella del instituto.
Así comienza la historia entre Junpei, Aya y Nishino, pero en el transcurso de la serie Junpei tiene más historias con otras chicas, quedando en duda quién se va a quedar con Junpei.

## Personajes

### Secundaria Izumizaka
Junpei Manaka (真中 淳平 Manaka Junpei?)
Seiyū: Kenichi Suzumura Diego Estrada (español latino)
El protagonista de la historia. Un chico de secundaria que se involucra en situaciones embarazosas, pero románticas. Aunque sus pensamientos con las chicas pueden ser pervertidos algunas veces, su caballerosidad, valentía y amabilidad, como también su falta de egoísmo, hace que las chicas se sientan atraídas por él. Su sueño es hacer películas. Tiene un gran talento con la cinematografía que se desarrolla poco a poco junto con la historia. En el inicio de la historia se declara a Tsukasa, pensando que ella era la chica de calzones de frutilla, conforme se desarrolla la historia se enamora de Aya Tōjō sin embargo la indecisión de los dos acarrea que se sienta atraído también por la atractiva Satsuki; y luego de la preciosa Tsukasa. Su corazón vacilará entre estas tres chicas durante parte del manga.
Aya Tōjō (東城 綾 Tōjō Aya?)
Seiyū: Mamiko Noto Martina Stoessel (español latino)
Reservada y tímida, Aya es la chica misteriosa que Junpei busca (la chica con ropa interior de fresas). Es excelente en los estudios pero no es muy popular debido a sus anteojos poco estéticos y su peinado muy recatado. Su belleza se descubre después que empieza a usar lentes de contacto y se deja el pelo suelto. Sin otro objetivo que el de estudiar, pero después de conocer a Junpei Manaka, quien descubre su talento como escritora; algo que también la anima. Es así que se convierte en una escritora brillante, consigue ganar muchos premios a pesar de su corta edad. Ella es también la guionista de las películas del club de cine, y la primera persona a la cual Junpei le cuenta su sueño. Ella protagoniza la tercera película realizada por el club de Cine. Durante el último festival de la escuela, ella fue considerada la persona más compatible con Junpei por el "Santuario del Amor" del club de astrología, ese mismo día confiesa sus sentimientos hacia Junpei, pero termina siendo rechazada debido a la imposibilidad de Junpei de corresponder sus sentimientos por haberse puesto de novio recientemente con Tsukasa. Sin embargo poco después ayuda a Junpei a estudiar para los exámenes de admisión de la universidad sin que Tsukasa sepa. Cuatro años después, ella se hace una famosa novelista. Es el personaje que más conmueve a Junpei durante la mayor parte de la serie.
Satsuki Kitaoji (北大路 さつき NKitaōji Satsuki?)
Seiyū: Sanae Kobayashi
Atlética y enérgica, le encanta que la vean con Junpei y es la más segura de su amor por él. Completamente abierta con sus sentimientos, Satsuki sobresale por su buen cuerpo. Junpei y ella tienen muchísimo en común (incluidos sus gustos en las series de TV, mangas, y registros académicos) al punto que Junpei le dice que si ella fuera un chico, sería el jefe y él sería su más leal amigo. Ella es la segunda chica a la cual Junpei se declara y además es la heroína de la primera película del club de cine.
Rikiya Komiyama (?)
Un muy buen amigo de Junpei desde la secundaria, frecuentemente sufre burlas por su aspecto parecido a un pulpo y su desesperación por conseguir una novia. Bastante pervertido, puede entretener a cualquier chica (solo por un momento) con sus interpretaciones de gorila y pulpo. Es Komiyama el que impulsa a Junpei a declararse a Tsukasa. Protagonizó la primera película realizada por el club de Cine. Durante la filmación de la tercera película se hace novio de Chinami. Después de graduarse, se une a Producciones Sotomura.
Hiroshi Sotomura (?)
También buen amigo de Junpei, su única obsesión en la vida es sacar fotos de chicas lindas para su página web. Para lograrlo, se une al club de cine para usar las facilidades y fondos de la escuela. A pesar de sus perversiones, Sotomura es el mejor estudiante de la secundaria, con notas más altas que las de Aya. Generalmente aconseja a Junpei en sus problemas con sus relaciones. Después de graduarse, es aceptado en la Universidad de Tokio y luego empieza su propia compañía productora.
Ōkusa (?)
Otro de los mejores amigos de Jumpei. A diferencia de Komiyama, él es muy apuesto y galán y tiene a muchas chicas de admiradoras. Junto a Jumpei y Komiyama pertenecen al club de fútbol en secundaria. Entra al Izumizaka por recomendación ya que es un excelente jugador de fútbol. Suele darle muy bueno consejos a Jumpei, sin embargo siente algún tipo de atracción por Tsukasa.
Amachi (?)
Es un chico muy guapo y es un verdadero defensor de todas las mujeres, está constantemente a la expectativa de las mujeres y no permite que ellas sufran peligro. Es admirado por gran parte de las chicas de la escuela, pero Satsuki lo detesta, con quien tiene una relación antagónica a pesar de lo cual habrá ocasiones en que unan sus fuerzas. Se enamora perdidamente de Aya Tōjō y hará lo imposible para darle celos a Junpei y obtener el amor de Aya. Asistirá también al mismo preuniversitario en la Clase A, junto a Aya.
Misuzu Sotomura (?)
La hermana menor de Hiroshi Sotomura. Al igual que Junpei, también le encantan las películas y es una muy buena crítica de cine (desde el punto de vista de un director). Entra en el recién creado "Club de Cine" de Junpei con la esperanza de poder hacer películas como ella quisiera, por eso normalmente tendrá discusiones con Junpei sobre cómo se harán las películas en el club. Este personaje no siente nada por Manaka, es más, sólo lo considera su Senpai (su guía/compañero en el trabajo). Le gustan mucho las historias de Aya Tōjō, por eso le parecen geniales usarlos como guiones para las películas.
Chinami Hashimoto (?)
Es la típica chica oportunista y materialista. También asiste al Izumizaka, al mismo año que Misuzu. Utiliza su rostro aparentemente inocente para obtener lo que desea, novios de una pasada, que le hagan obsequios y simplemente se limita a dejarlos y llevarse lo que le dieron. Su encuentro con Junpei fue cuando corría por un pasillo de la escuela. Ella choca con él y cae al piso al intentar huir de un exnovio rechazado que le reclamaba la devolución de un dinero prestado. Lo único que hace es aferrarse a Junpei y decir que es su "nuevo novio". Él, mostrando bondad, le dice al chico que con tal de que se vaya le pagaría la deuda, y así puede olvidarse de ella. Luego de ese incidente, Chinami ingresará al club de cine como actriz, y a pesar de su interesada personalidad llega a sentir aprecio por los miembros del club sobre todo por Komiyama con el cual comienza un noviazgo. Al final se une a Producciones Sotomura.

### Academia Oumi
Tsukasa Nishino (西野つかさ Nishino Tsukasa?)
Seiyū: Megumi Toyoguchi
Su rostro de celebridad, cabello claro y personalidad encantadora la hacen muy popular en la escuela. Atrae a decenas de admiradores pero los rechaza a todos. Peleadora al principio del manga, desarrolla una actitud más madura luego de entrar a la Academia Ōmi. Trabaja en una pastelería Francesa. Su sueño es estudiar en Francia para convertirse en chef. Fue la primera novia de Junpei, al cual aceptó porque le gustaba de antes más que por su inusual manera de declararse, pero rompieron luego de que él ingreso a Izumizaka. Protagonizó la segunda película realizada por el club de Cine. Cerca del final del manga vuelven a ser pareja. Finalmente Tsukasa viaja a Francia a cumplir su sueño, con lo cual Junpei le pide que terminen su relación amorosa. Es el personaje por el cual Junpei demuestra sentimientos más estables.
Yui Minamito (南戸 唯 Minamito Yui?)
Seiyū: Nana Mizuki
Una amiga del protagonista desde la infancia que debió mudarse a la ciudad 5 años atrás. Decide volver para poder entrar en el Ōmi (una secundaria alta de sólo chicas y gran prestigio), por lo que se quedará un tiempo en la casa de Junpei y dormirá en la misma habitación ya que para ella son como hermanos. Tiene la extraña costumbre de desnudarse mientras duerme en lugares "poco importantes", es decir familiares a ella. Al principio parece tener sentimientos más allá de la amistad por Junpei, pero sus verdaderos sentimientos son revelados en el ova 6, más adelante Junpei será ayudado por Yui para acercarse a Aya. Este personaje aparece avanzada la historia.
Tomoko (?)
Es amiga de Tsukasa. Aparece en pocas escenas pero es su incondicional. Está muy interesada en la vida sentimental de Tsukasa, y tiene un lenguaje muy vulgar según esta.

### Preuniversitario Izumishin
Kozue Mukai (?)
Esta chica es la verdadera cuarta admiradora de Jumpei, y se caracteriza por tenerle un gran terror a los hombres (androfobia, y esto es porque siempre fue a una escuela de chicas únicamente) y le da pánico estar cerca de uno que no sea su padre, es algo torpe y suele tropezarse con la gente y quedar en situaciones embarazosas. Es muy linda y a pesar de que es muy tímida, constantemente tiene fantasías ecchi con los chicos que le gustan y parece no estar muy consciente de su cuerpo porque es muy inocente. Su amiga Mai Urasawa siempre intenta quitarle el temor, pero sin mucho éxito. Asiste a la clase B (siendo que Aya esta en la clase A, la más importante) del preuniversitario (escuela de preparación para la universidad), la misma a la que asistirá Jumpei y donde la conocerá y empezara una relación de amistad muy turbia, ya que Kozue se enamorara de él, por eso ella decidirá luchar contra su temor por el afecto que le tiene. Kozue también es aplicada como Aya, es la alumna con las mejores calificaciones de la clase B e incluso no entró a la clase A no por no tener capacidad, sino porque se puso muy nerviosa por tener a Jumpei a su lado a la hora de hacer el examen de admisión.
Mai Urasawa (?)
Amiga de Kozue y su consejera personal, siempre intentará ayudarla en las situaciones relacionadas con chicos y de relacionarla con Junpei.
Nigishima (?)
Un chico alto, fuerte, con una cicatriz en cruz en su frente. Asiste a la clase B de la escuela de preparación, la misma en la que asiste Jumpei. Pronto se hará amigo de él. Era un delincuente antes de preparación, pero un profesor lo incitó a continuar con el legado de la enseñanza, por eso él decide seguir sus pasos y estudiar para volverse maestro. Siempre fue a una escuela de chicos, eso explica su conducta seria y a veces enérgica, pero no es mala persona, solamente es algo tosco para tratar a las personas. Al final del manga se deja abierto a pensar en una posible relación entre él y Kozue Mukai (que casualmente, son personajes muy parecidos).
Satake (?)
Un amigo de Nigishima, que asistirá con él a la escuela de preparación. Es pequeño y normalmente es alegre. Su familia tiene una pequeña empresa y su deseo es volverse un CEO (un oficial en jefe de ejecutivos).

### Otros
Ryūichi Higure (?)
Nieto de la dueña de una pastelería reconocida en Japón. Es un reconocido maestro en pastelería, es alto, de apariencia seria y bien parecido. Trabaja en la misma pastelería donde Tsukasa trabajará avanzado el manga. Él pretenderá la mano de Tsukasa en matrimonio (también por arreglos de la madre de Higure, que es dueña de la pastelería) pero pronto comprende que Junpei es a quien ella quiere y sólo se limitara a ser su Sensei (Maestro). Es realmente un buen tipo, aunque se cruzó con Junpei sin conocerlo, lo ayudará en gran manera. Es muy buena gente y muy considerado.
Shotaro Tōjō (?)
Es el hermano menor de Aya. Siempre quiere saber los detalles en la vida de su hermana, se muestra con una personalidad extrovertida y media loca, siempre molestando a Aya, pero en el fondo la quiere mucho. A pesar de ser hermanos, sus diferencias son abismales y el hecho de que ella sea vista con él acrecientan los rumores de que él es el novio de Aya. Sin embargo es el quien logra convencer a Aya de que se declare a Junpei.
Shiori Kurokawa (?)
Es una de las maestras de Junpei. Símbolo sexual dentro de la escuela y también directora del Club de Cine. Ella fue la protagonista en la película que Junpei vio (no se dio cuenta) y que le sirvió de inspiración para la realización de sus futuras películas.
El Viejo (?)
Es el gerente y dueño de un pequeño y antiguo cine donde Junpei trabajará medio tiempo (pero sin recibir paga, a cambio él puede ver las películas gratis). Tiene 76 años y es muy pervertido con las chicas, siempre hace pedidos a la pastelería con tal de ver a Tsukasa.
Shū Kadokura (?)
Un director consumado, que estudió en la escuela Izumizaka. Ayudará a Junpei posteriormente reuniéndose con él y viendo sus trabajos. Fue él quien dirigió la película (en la que actúa Shiori Kurokawa) que más tarde llevaría a Junpei tomar la decisión de entrar a Izumizaka.
Uchiba (?)
Un joven aspirante a mangaka que será parte importante de la historia final del omake "La Historia del Primer Amor en Kyoto" del último tomo, cuyos protagonistas serán Misuzu y Uchiba.

## Medios de comunicación

### Manga
El manga fue publicado en la revista semanal Shūkan Shōnen Jump desde la edición 12 del año 2002 a la edición 35 del 2005. Fue compilado en 19 volúmenes, con 167 capítulos y varios omake. Fue publicada en España por editorial Panini, en Argentina por Editorial Ivrea y en México por Grupo Editorial Vid.

### Anime
Cada episodio transmitido contiene dos segmentos, los cuales son considerados capítulos individuales en la página web japonesa.[cita requerida]
La serie de televisión fue adaptada por Madhouse en 13 episodios, el 13.º episodio es exclusivo en DVD, cada episodio contiene dos partes siendo que sean en total 26 episodios. Se emitió en Japón por Animax y TV Asashi. Se animó hasta el capítulo 73 del manga saltándose algunos capítulos o cambiando el orden.
En septiembre del año 2004 cuatro se presentó una OVA titulada Ichigo 100% Koi ga hajimeru!? Satsuei Gashuku ~Yureru kokoro wa higashi e nishi e~ (いちご100% 恋が始まる!? 撮影合宿 ～ゆれるココロが東へ西へ～ ¿¡El amor esta comenzando!? Campamento de filmación ~mi corazón se estremece hacia el este y el oeste?) que funcionó como piloto para la serie de televisión. Corresponde a los capítulos 67 al 70 del manga.

### OVAs
Las OVAs de Ichigo 100% fueron lanzadas después de la serie de TV (a excepción de la primera). Mitad continuación de la serie, mitad episodios sueltos: La primera (Jump Festa 2004), la sexta (el 13.º episodio) y la segunda (en ese orden) son la continuación de la serie, la 3.ª abarca una parte del manga que no se contó que se encuentra entre los capítulo 11 y 12 del anime. Las dos siguientes no tienen relación con el manga; la 4.ª es una historia original y la 5.ª está basada en el omake del volumen 17 muy ampliado.

### Banda sonora
Tema de Apertura de la Serie de TV (Opening)
- Shine of voice (El Brillo de la Voz) por dream

Tema de Apertura de las OVAs (Opening)
- Kimiiro 100% por South Youth

Tema de cierre de la Serie de TV (Ending)
- Ike Ike (Vamos! Vamos!) por Hinoi Team

Tema de apertura de las OVAs (opening)
- Kimiro 100% por Nana Mizuki y Toyoguchi Migumi

Tema de cierre de las OVAs (Ending)
- Peppermint

### Videojuego
Un videojuego de PlayStation 2 fue lanzado más tarde, titulado Ichigo 100%: Strawberry Diary (いちご100%ストロベリーダイアリー Ichigo 100%: Sutoroberi Daiari). El juego fue publicado y desarrollado por Takara Tomy, y lanzado el 10 de febrero de 2005 en Japón. El juego fue relanzado bajo la Colección Tomy Best el 30 de marzo de 2006.

## Recepción
Inicialmente, los críticos expresaron su preocupación de que Ichigo 100% sería una comedia tradicional de harem. Carlo Santos de Anime News Network (ANN) se quejó de que el Volumen 1 descendió rápidamente a "típico romance adolescente". La respuesta a los personajes fue más entusiasta. Robert Harris de Mania.com elogió el Volumen 1 por desarrollar "varios personajes y relaciones efectivas y orgánicas, junto con una historia y un escenario creíbles". Los elogios para los personajes continuaron con el lanzamiento de los volúmenes subsiguientes. En su reseña del Volumen 6, AE Sparrow de IGN Comics comentó que "Ichigo 100% es un manga de harén del más alto calibre, y tiene todas las características de un buen manga de harén: un montón de servicio para fanáticos, excelentes obras de arte y en esos más raros casos, una historia convincente". Comic Book Bin Leroy Douresseaux, discutiendo el Volumen 8, disfrutó de los excelentes personajes, y comentó:"Ichigo 100% es una comedia/drama de la escuela secundaria para todos los que aman el drama del amor de la escuela secundaria". La mayoría de los críticos han elogiado la obra de arte. Harris anotó: "El estilo visual permanece firmemente arraigado en la realidad". Al tiempo que atribuye a Ichigo 100% de "algunas de las mejores ilustraciones disponibles", Sparrow advirtió que Ichigo 100% tiene una gran cantidad de fan-service "Lo que rechazará a las personas o las atraerá, dependiendo de su predilección hacia ese tipo de cosas".

### Secuela
Una secuela subtitulada East Side Story comenzó la serialización en la revista Jump Giga de Shueisha en abril de 2017. La historia se centra en Aya Tojo como una popular novelista ligera y estudiante universitaria que atrae los afectos de un chico de secundaria llamado Namaka, que se parece físicamente a Junpei Manaka. El último capítulo se publicó en junio de 2017 con el cuarto y último número de la revista.